# Тихвинская церковь (Великий Новгород)

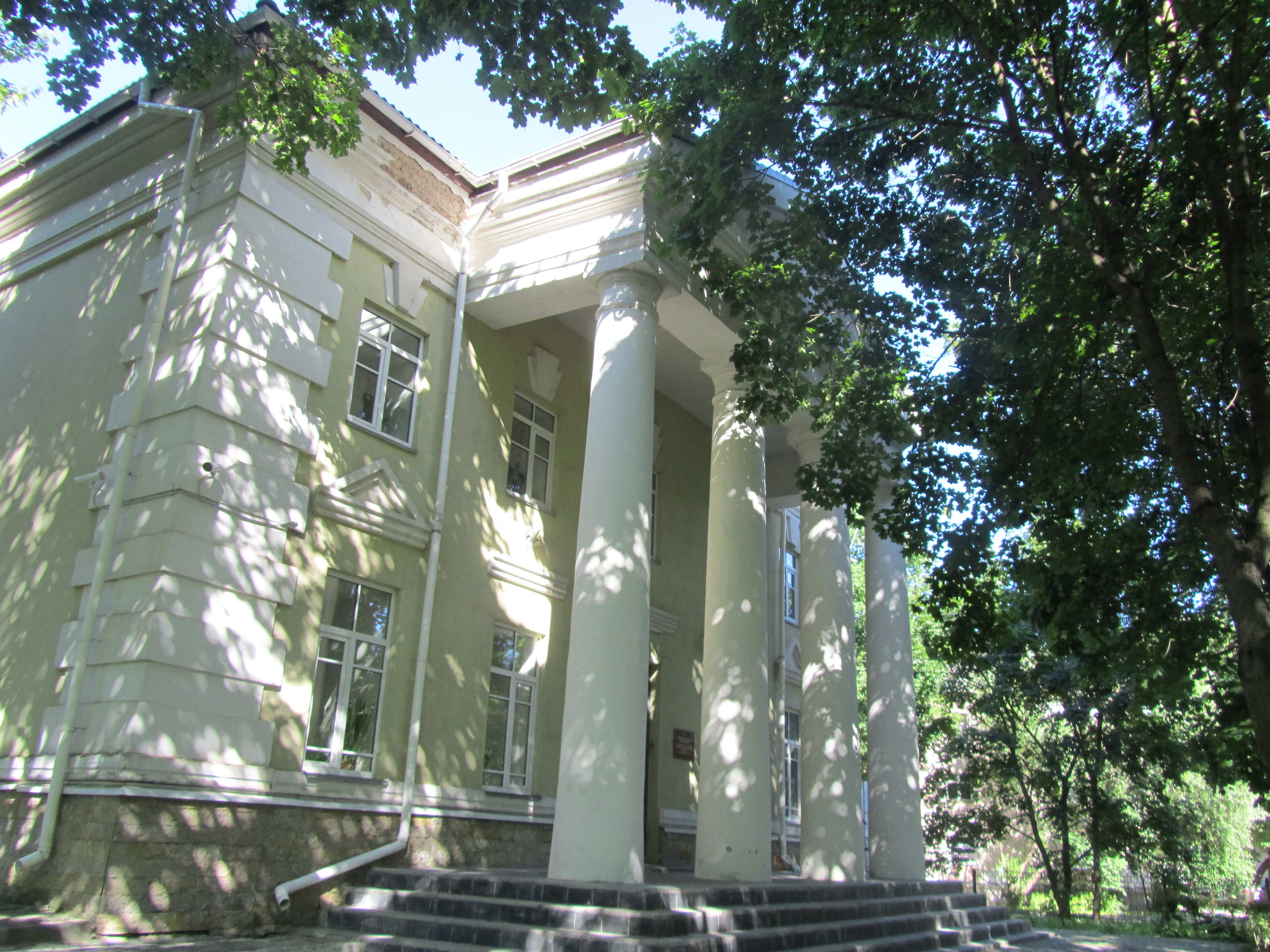
Современный вид с юго-западной стороны

Церковь Ти́хвинской иконы Божией Матери в Великом Новгороде находится на перекрёстке Козьмодемьянской и Тихвинской улицы, на территории исторического Неревского конца. В 100 м северней находится Николо-Кочановская церковь.
Храм был построен в 1819—1824 году на месте древнего храма и приписана к новгородскому гарнизону. До 1930 года оставался действующим. Позже был закрыт и приспособлен под мукомольную мельницу.
Сильно пострадал во время войны. В конце 1940-х годов был восстановлен в форме обычного здания — без колокольни, апсид и ку́пола, но сохранила 4-колонные портики на южном и северном фасадах. В здании разместили общежитие. Позже оно было отдано управлению Новгородского речного порта.
По состоянию на конец 2012 года бывшее здание церкви занимает территориальное управление Федеральной службы финансово-бюджетного надзора.